# Terza Categoria
Terza Cargetoria là cấp độ thấp nhất của bóng đá "nghiệp dư" ở Ý. Đây là giải hạng chín và thấp nhất trong hệ thống giải đấu bóng đá Ý. Mỗi đội chiến thắng ở mỗi bảng trong cấp độ Terza Cargetoria sẽ thăng hạng lên Seconda Cartegoria. Không giống như tất cả các cấp trên Terza Cargetoria, giải đấu này không có xuống hạng.
Cấp độ bóng đá Ý này hoàn toàn nghiệp dư và được điều hành ở cấp tỉnh từ Ủy ban Địa phương và Tỉnh. Đây cũng là bộ phận bóng đá Ý duy nhất mà huấn luyện viên trưởng không được yêu cầu sở hữu bất kỳ giấy phép nào do liên đoàn phát hành.
Về lý thuyết, đây là giải đấu cuối cùng ở Ý mà từ đó một đội có thể đi hết chặng đường và trở thành nhà vô địch Serie A.

## Sự ra đời của Terza Cargetoria
Vì sự ra đời của Lega Nazionale Dilettanti (Liên đoàn nghiệp dư) năm 1959, Seconda Divisione (nghĩa đen Second Division), được chuyển đổi thành các Terza Categoria i (theo nghĩa đen Giải hạng ba).
Với sự cải tổ của Lega Pro trước mùa giải 2014-2015, trong đó Lega Pro Prima Divisione và Lega Pro Seconda Divisione đã thống nhất khôi phục Serie C như cấp quốc gia thứ ba mới, giải đấu đã trở thành giải đấu quốc gia cấp độ chín, nhưng vẫn là thứ năm trong hệ thống thi đấu nghiệp dư.